# Compsibidion triviale
Compsibidion triviale är en skalbaggsart som beskrevs av Dilma Solange Napp och Martins 1985. Compsibidion triviale ingår i släktet Compsibidion och familjen långhorningar. Inga underarter finns listade i Catalogue of Life.